# Özsoğuksu, Kırıkhan
Özsoğuksu là một xã thuộc huyện Kırıkhan, tỉnh Hatay, Thổ Nhĩ Kỳ. Dân số thời điểm năm 2011 là 467 người.